# لبخاء (المحفد)

تعديل مصدري - تعديل

لبخاء هي إحدى قرى عزلة المحفد بمديرية المحفد التابعة لمحافظة أبين، بلغ تعداد سكانها 276 نسمة حسب تعداد اليمن لعام 2004.